# Toury (Eure-et-Loir)
Pour les articles homonymes, voir Toury.
Toury est une commune française située dans le département d'Eure-et-Loir en région Centre-Val de Loire.

## Géographie

### Situation
Toury est un bourg eurélien d'environ 2 600 habitants, situé à la limite des départements du Loiret et de l'Essonne, à 134 m d'altitude, en plein cœur de la Beauce.
Il est situé à 34 km d'Étampes, 36 km d'Orléans, 48 km de Chartres et 85 km de Paris.

### Communes et département limitrophes
Les communes limitrophes sont  Chaussy, Janville-en-Beauce, Oinville-Saint-Liphard, Outarville, Poinville et Tivernon.
| Oinville-Saint-Liphard | Oinville-Saint-Liphard | Outarville (Loiret) |
| Janville               | Toury                  | Outarville (Loiret) |
| Poinville              | Tivernon (Loiret)      | Chaussy (Loiret)    |

### Climat
Pour des articles plus généraux, voir Climat du Centre-Val de Loire et Climat d'Eure-et-Loir.
En 2010, le climat de la commune est de type climat océanique dégradé des plaines du Centre et du Nord, selon une étude du CNRS s'appuyant sur une série de données couvrant la période 1971-2000. En 2020, Météo-France publie une typologie des climats de la France métropolitaine dans laquelle la commune est exposée à un climat océanique altéré et est dans la région climatique Sud-ouest du bassin Parisien, caractérisée par une faible pluviométrie, notamment au printemps (120 à 150 mm) et un hiver froid (3,5 °C).
Pour la période 1971-2000, la température annuelle moyenne est de 10,7 °C, avec une amplitude thermique annuelle de 15,2 °C. Le cumul annuel moyen de précipitations est de 638 mm, avec 10,9 jours de précipitations en janvier et 7,5 jours en juillet. Pour la période 1991-2020, la température moyenne annuelle observée sur la station météorologique de Météo-France la plus proche, sur la commune de Trinay à 12 km à vol d'oiseau, est de 11,4 °C et le cumul annuel moyen de précipitations est de 645,3 mm,. Pour l'avenir, les paramètres climatiques de la commune estimés pour 2050 selon différents scénarios d'émission de gaz à effet de serre sont consultables sur un site dédié publié par Météo-France en novembre 2022.

## Urbanisme

### Typologie
Au 1er janvier 2024, Toury est catégorisée bourg rural, selon la nouvelle grille communale de densité à 7 niveaux définie par l'Insee en 2022.
Elle appartient à l'unité urbaine de Toury, une unité urbaine monocommunale constituant une ville isolée,. La commune est en outre hors attraction des villes,.

### Occupation des sols

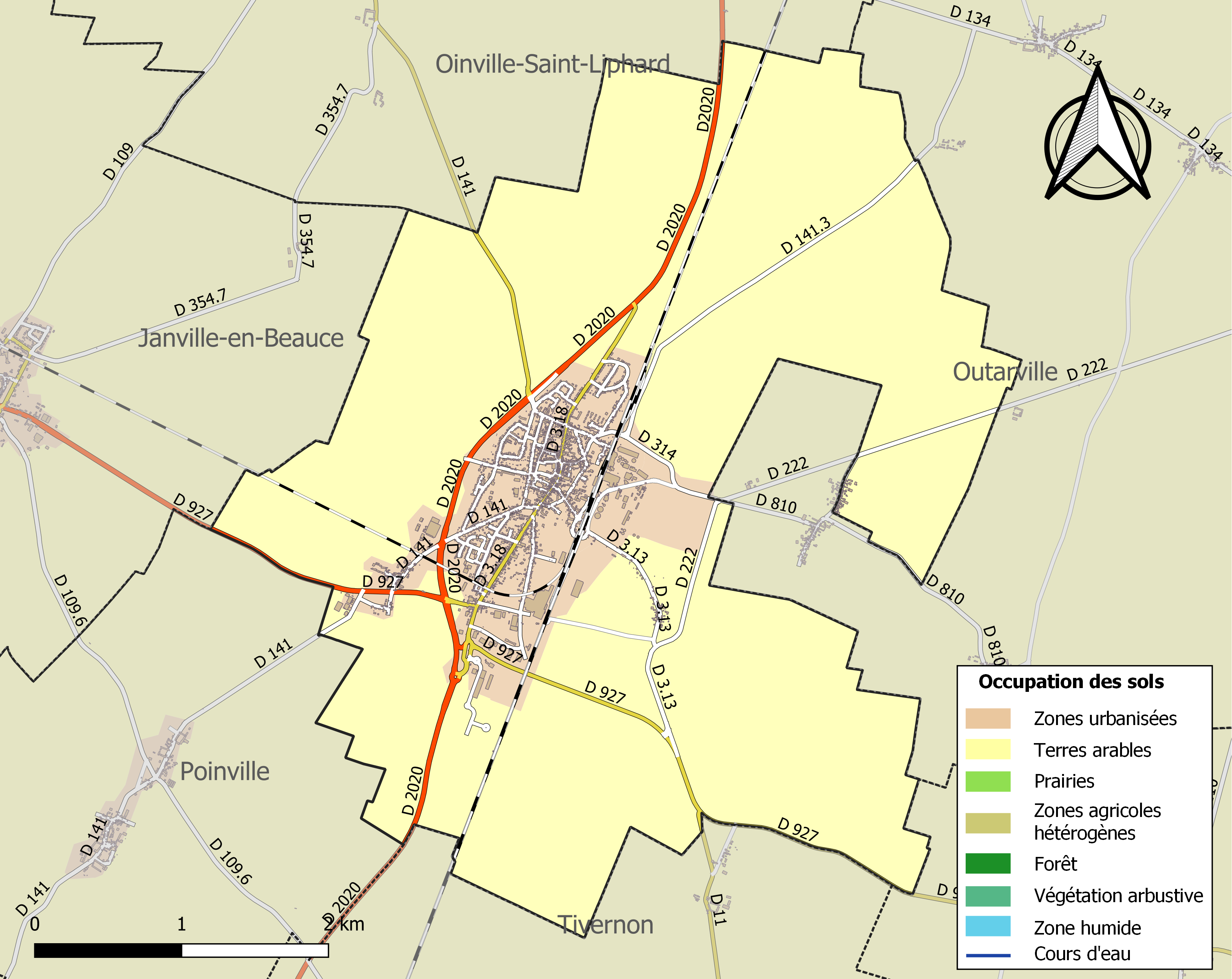
Carte des infrastructures et de l'occupation des sols de la commune en 2018 (CLC).

L'occupation des sols de la commune, telle qu'elle ressort de la base de données européenne d’occupation biophysique des sols Corine Land Cover (CLC), est marquée par l'importance des territoires agricoles (86,4 % en 2018), en diminution par rapport à 1990 (88,4 %). La répartition détaillée en 2018 est la suivante : 
terres arables (86,4 %), zones urbanisées (8,6 %), zones industrielles ou commerciales et réseaux de communication (5 %).
L'IGN met par ailleurs à disposition un outil en ligne permettant de comparer l’évolution dans le temps de l’occupation des sols de la commune (ou de territoires à des échelles différentes). Plusieurs époques sont accessibles sous forme de cartes ou photos aériennes : la carte de Cassini (XVIIIe siècle), la carte d'état-major (1820-1866) et la période actuelle (1950 à aujourd'hui).

### Lieux-dits, hameaux et écarts
- Armonville, hameau situé au sud-est de la commune et limitrophe de la commune d'Outarville.
- Boissay et Le Petit Boissay, hameaux situés au sud-ouest de la commune.
- La Chapelle Saint-Blaise, quartier situé au sud du bourg.
- Germonville, hameau situé à l'est de la commune et limitrophe d'Outarville.

### Habitat et logement
En 2020, le nombre total de logements dans la commune était de 1 369, alors qu'il était de 1 293 en 2015 et de 1 240 en 2010.
Parmi ces logements, 83,4 % étaient des résidences principales, 1,9 % des résidences secondaires et 14,7 % des logements vacants. Ces logements étaient pour 77,8 % d'entre eux des maisons individuelles et pour 20,9 % des appartements.
Le tableau ci-dessous présente la typologie des logements à Toury en 2020 en comparaison avec celle d'Eure-et-Loir et de la France entière. Une caractéristique marquante du parc de logements est ainsi une proportion de résidences secondaires et logements occasionnels (1,9 %) inférieure à celle du département (5,8 %) et  à celle de la France entière (9,7 %). Concernant le statut d'occupation de ces logements, 65,5 % des habitants de la commune sont propriétaires de leur logement (65,2 % en 2015), contre 66,2 % pour d'Eure-et-Loir et 57,5 pour la France entière.
| Typologie                                               | Toury | Eure-et-Loir | France entière |
| ------------------------------------------------------- | ----- | ------------ | -------------- |
| Résidences principales (en %)                           | 83,4  | 85,3         | 82,1           |
| Résidences secondaires et logements occasionnels (en %) | 1,9   | 5,8          | 9,7            |
| Logements vacants (en %)                                | 14,7  | 8,9          | 8,2            |

### Voies de communication et transports

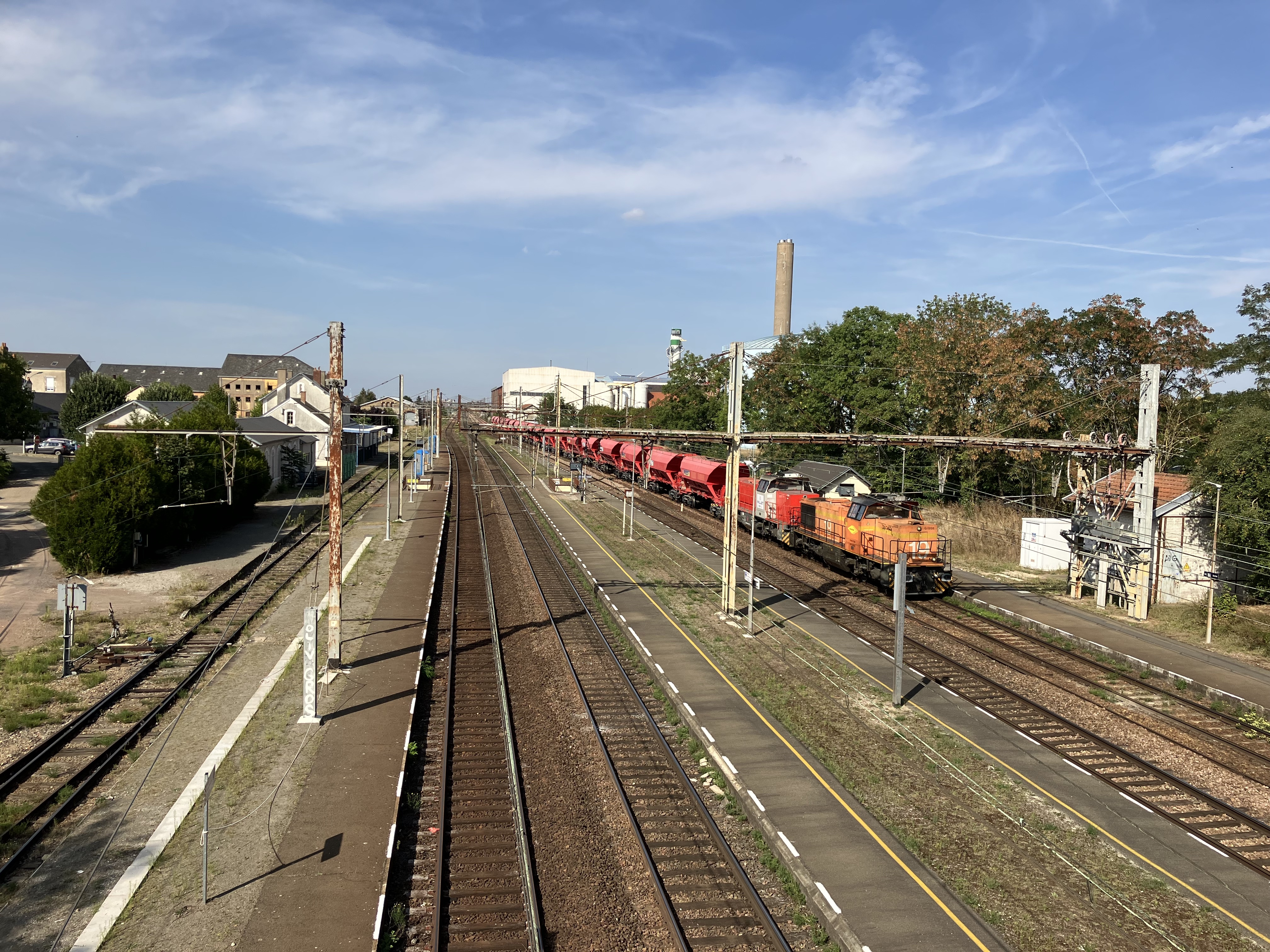
Intérieur de la gare.

Toury est desservi par l'ancienne route nationale 20 (actuelle RD 2020), dont le tracé actuel contourne le bourg et qui relie Paris à Bourg-Madame, à la frontière franco-espagnole, ainsi que par  l'ancienne route nationale 827 (actuelle RD 927) reliant Pithiviers à Connerré, près du Mans.
.

#### Desserte ferroviaire
La gare de Toury, située à la bifurcation des lignes de Paris-Austerlitz à Bordeaux-Saint-Jean et de Voves à Toury — qui n'accueille plus qu'un trafic marchandises —, est desservie par des trains du réseau TER Centre-Val de Loire (ligne Paris - Orléans), à raison de sept allers et six retours du lundi au vendredi, de quatre allers et trois retours le samedi et de trois allers et deux retours le dimanche et les jours fériés.

## Toponymie
Le nom de la localité est attesté sous les formes Tauriacus en 862, Thauriacus vers 1021, Toiri vers 1156.

## Histoire

### Moyen Âge
Au XIIe siècle, Toury, alors dans le domaine royal, est marquée par la personnalité de l'abbé Suger, conseiller influent des rois de France. Celui-ci, nommé prévôt de Toury en 1109, contribue au développement de Toury notamment par l'édification d'une forteresse et par une charte de franchises royale.

### Temps modernes

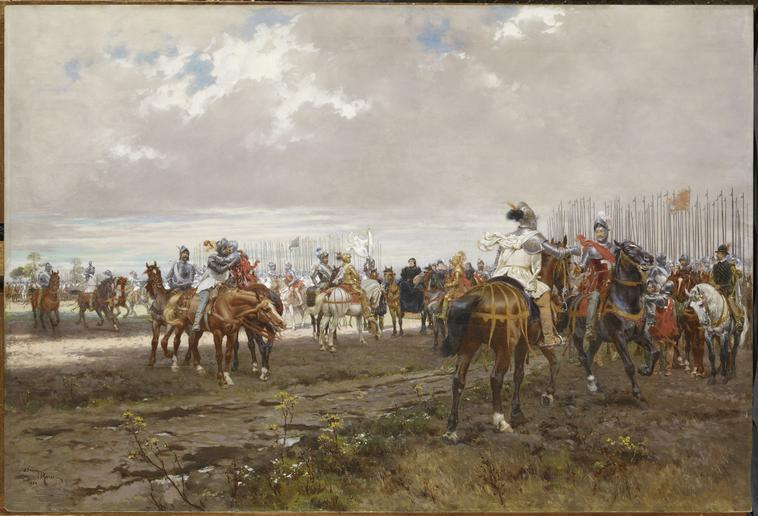
L'Entrevue de Toury en 1562, Adrien Marie, 1884, musée Condé.

En 1562 , au début des guerres de Religion a lieu l'entrevue de Toury où la reine Catherine de Médicis,  Antoine de Bourbon, roi de Navarre, lieutenant général du royaume et chef du parti catholique, son frère Louis Ier de Bourbon-Condé, chef du parti huguenot et l’amiral Gaspard II de Coligny, accompagnés de cent gentilshommes catholiques et autant de protestants, se rencontrent à Toury pour une ultime — et infructueuse — tentative de réconciliation. Elle fait l'objet d'un tableau d'Adrien Marie exposé au Salon de 1884.

### Époque contemporaine
En 1843 est mise en service par la compagnie du chemin de fer de Paris à Orléans la gare de Toury, sur la ligne de Paris-Austerlitz à Bordeaux-Saint-Jean, facilitant les déplacements et les transports de marchandises, à une époque où les déplacements terrestres étaient lents et malcommodes, et favorisant le développement du bourg.
La sucrerie de Toury est créée en 1872 par Arthur Lambert. Reprise par le groupe Cristal Union en 2012, elle ferme fin 2020.
Réalisé en 1892, un chemin de fer secondaire à voie étroite reliait les villes de Pithiviers et de Toury, dénommé Tramway de Pithiviers à Toury (TPT). Il a servi jusqu'en 1964 au transport de la betterave ; en effet aux deux terminus de la ligne, deux sucreries transformaient en sucre la betterave récoltée dans la Beauce. En 1896, la gare de Toucy devient également une gare de bifurcation, avec la mise en service de la ligne de Voves à Toury par l'Administration des chemins de fer de l'État.
Louis Blériot, installé à Toury, effectue le 31 octobre 1908 le premier vol aller-retour entre deux villes, Toury et Artenay, avec deux atterrissages en cours de route, à une vitesse moyenne de 85 km/h,,.
En 1936, la sucrerie / usine de distillation de sucre de betterave employait habituellement 700 personnes, et un millier lors de la campagne betteravière de septembre à janvier. Les personnels temporaires étaient en nombre important : cent-cinquante ouvriers provenant des alentours, cent-cinquante étrangers – Tchécoslovaques et Polonais principalement – et deux-cent-cinquante coloniaux originaires de Kabylie. Mal payés, ils étaient affectés aux travaux les plus durs. Après les élections législatives françaises de 1936 et la victoire du Front populaire, le 15 octobre 1936, cinq cent grévistes envahissent la sucrerie et l'occupent, entrainant la panique d'une part importante des betteraviers craignant de voir leur récolte perdue. Des orateurs, liés au parti agraire, marqué à la droite extrême, condamnent une grève menée par une « poignée d’agitateurs étrangers » qui met en péril la propriété privée. Cinq cent cultivateurs manifestent bruyamment vers la mairie, et en réaction, des grévistes kabyles avaient levé le bras, poing fermé. Une rixe s'ensuit sur la grande place, et l’affrontement est brutal. On dénombre cinquante blessés dont deux agriculteurs gravement atteints, l’un d’un coup de couteau au foie, l’autre d’un coup de gourdin à la tête qui nécessita le soir même une trépanation. Durant cela, les discussions se mènent à la mairie, aboutissant à un accord : la journée de travail passe de 28 à 36 francs — au lieu des 40 revendiqués — et avec effet rétroactif au début de campagne, c’est-à-dire le 28 septembre, permettant la reprise du travail, quelques jours après, le temps de remettre en état de fonctionner les malaxeurs.

## Politique et administration

### Rattachements administratifs et électoraux

#### Rattachements administratifs
La commune se trouve dans l'arrondissement de Chartres du département d'Eure-et-Loir.
Elle faisait partie depuis 1793 du canton de Janville. Dans le cadre du redécoupage cantonal de 2014 en France, cette circonscription administrative territoriale a disparu, et le canton n'est plus qu'une circonscription électorale.

#### Rattachements électoraux
Pour les élections départementales, la commune fait partie depuis 2014 du canton des Villages Vovéens
Pour l'élection des députés, elle fait partie de la quatrième circonscription d'Eure-et-Loir.

### Intercommunalité
Toury était membre de la communauté de communes de la Beauce de Janville, un établissement public de coopération intercommunale (EPCI) à fiscalité propre créé fin 2004 et auquel la commune avait transféré un certain nombre de ses compétences, dans les conditions déterminées par le code général des collectivités territoriales.
Dans le cadre des dispositions de la loi portant nouvelle organisation territoriale de la République du 7 août 2015, qui prévoit que les établissements publics de coopération intercommunale (EPCI) à fiscalité propre doivent avoir un minimum de 15 000 habitants, cette intercommunalité a fusionné avec ses voisines pour former, le 1er janvier 2017, la communauté de communes Cœur de Beauce, dont est désormais membre la commune.

### Tendances politiques et résultats
Lors du premier tour des élections municipales de 2014 en Eure-et-Loir, la liste UDI menée par le maire sortant Laurent Leclercq obtient la majorité absolue des suffrages exprimés, avec 893 voix (73,74 %, 20 conseillers municipaux élus dont 3 communautaires), devançant très largement celle DVG menée par  Sylvain David, qui a recueilli 318 voix (26,25 %, 3 conseillers municipaux élus).
Lors de ce scrutin, 32,25 % des électeurs se sont abstenus. 	
Lors du premier tour des élections municipales de 2020 en Eure-et-Loir, la liste menée par le maire sortant Laurent Leclercq obtient la majorité absolue des suffrages exprimés, avec 572 voix (71,50 %, 20 conseillers municipaux élus dont 5 communautaires), devançant très largement celle menée par Jean-Michel Pinceloup, qui a recueilli 228 voix (28,50 %, 3 conseillers municipaux élus dont 1 communautaire).
Lors de ce scrutin marqué par la pandémie de Covid-19 en France, 56,52 % des électeurs se sont abstenus.

### Liste des maires
| Période                                  | Période                        | Identité               | Étiquette             | Qualité |
| ---------------------------------------- | ------------------------------ | ---------------------- | --------------------- | --- |
| Les données manquantes sont à compléter. |                                |                        |                       | |
|                                          |                                | Henri Monteil          | Rad.                  | Conseiller général de Janville (1945 → 1949) |
| 1960                                     | 1979                           | Pierre Mathet          | Rad. puis RI puis RPR | Médecin Conseiller général de Janville (1961 → 1979) Démissionnaire |
| 1979                                     | 1985                           | Charles Dewandel       |                       | Démissionnaire |
| 1985                                     | mars 1989                      | Jean-Claude Denis      | DVD                   | Kinésithérapeute |
| mars 1989                                | 1990                           | François Davy          |                       | |
| 1990                                     | juin 1995                      | Maurice Dewandel       | DVD                   | |
| juin 1995                                | mars 2008                      | Jean-Yves de Franciosi | PS                    | Intendant de lycée Conseiller général de Janville (1979 → 1992) |
| mars 2008                                | octobre 2023                   | Laurent Leclercq       | UDI (NC) puis HOR     | Cadre agricole Député d'Eure-et-Loir (4e circ.) (2023 → 2024) Conseiller général de Janville (2011 → 2015) Suppléant du député Philippe Vigier (2022 → 2023 et 2024 → ) Démissionnaire à la suite de son entrée au Palais Bourbon |
| octobre 2023                             | En cours (au 12 décembre 2023) | Bruno Guittard         |                       | Ouvrier qualifié |

## Équipements et services publics

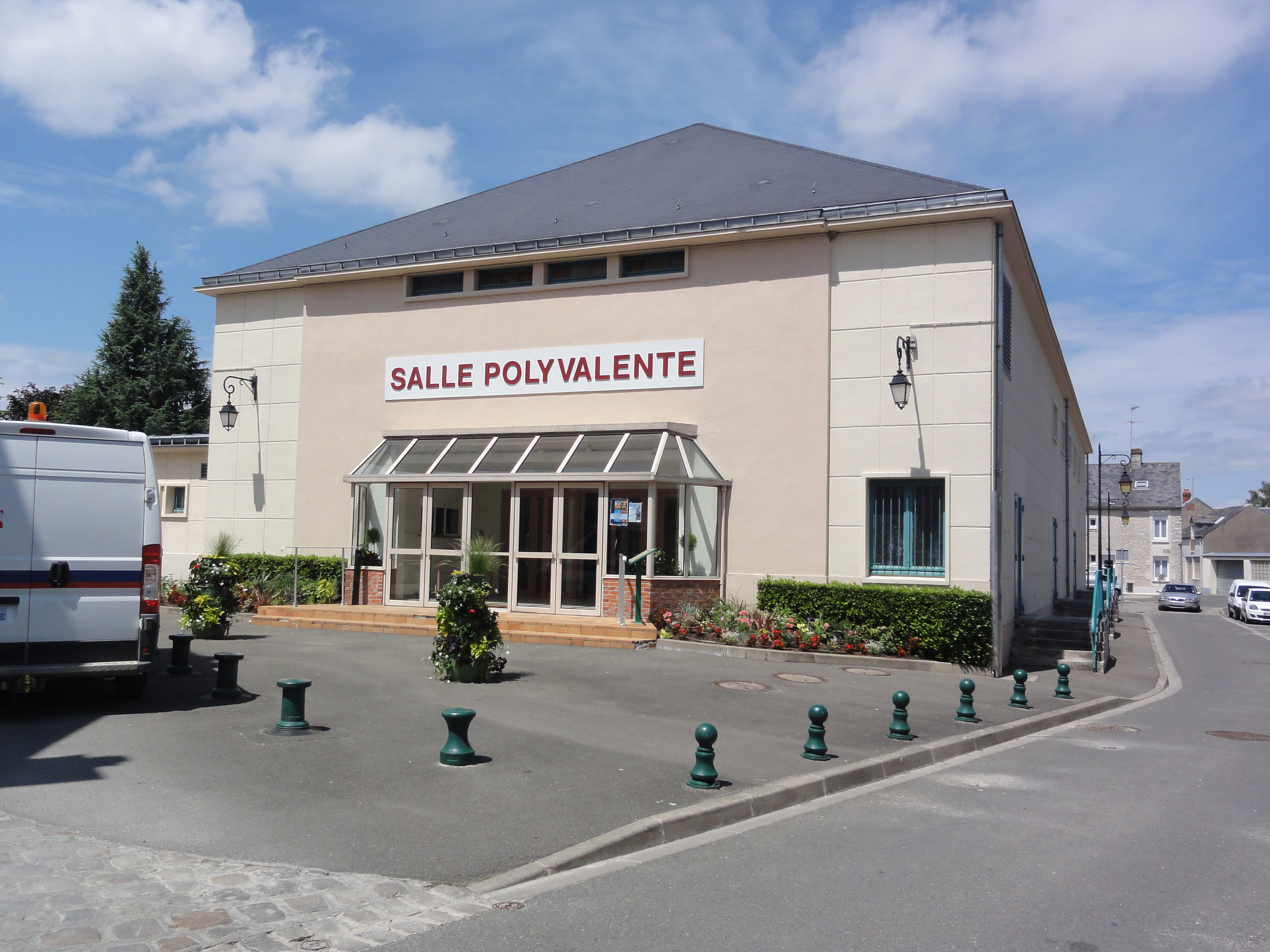
La salle polyvalente.

### Espaces publics
Dans son palmarès 2016, le Conseil National des Villes et Villages Fleuris de France a attribué deux fleurs à la commune au Concours des villes et villages fleuris.

### Enseignement
- Collège Louis-Blériot[32].
- École maternelle et primaire.

### Justice, sécurité, secours et défense
La commune met en place en 2024 un ensemble de caméras de vidéosurveillance.

## Population et société
Les habitants sont appelés les Tourysiens et les Tourysiennes.

### Démographie
L'évolution du nombre d'habitants est connue à travers les recensements de la population effectués dans la commune depuis 1793. Pour les communes de moins de 10 000 habitants, une enquête de recensement portant sur toute la population est réalisée tous les cinq ans, les populations de référence des années intermédiaires étant quant à elles estimées par interpolation ou extrapolation. Pour la commune, le premier recensement exhaustif entrant dans le cadre du nouveau dispositif a été réalisé en 2007.

En 2022, la commune comptait 2 620 habitants, en évolution de +0,27 % par rapport à 2016 (Eure-et-Loir : −0,23 %, France hors Mayotte : +2,11 %).
| 1793  | 1800  | 1806  | 1821  | 1831  | 1836  | 1841  | 1846  | 1851  |
| ----- | ----- | ----- | ----- | ----- | ----- | ----- | ----- | ----- |
| 1 059 | 1 174 | 1 189 | 1 232 | 1 357 | 1 301 | 1 250 | 1 263 | 1 315 |

| 1856  | 1861  | 1866  | 1872  | 1876  | 1881  | 1886  | 1891  | 1896  |
| ----- | ----- | ----- | ----- | ----- | ----- | ----- | ----- | ----- |
| 1 338 | 1 374 | 1 357 | 1 332 | 1 574 | 1 704 | 1 732 | 1 797 | 1 917 |

| 1901  | 1906  | 1911  | 1921  | 1926  | 1931  | 1936  | 1946  | 1954  |
| ----- | ----- | ----- | ----- | ----- | ----- | ----- | ----- | ----- |
| 1 700 | 1 731 | 1 816 | 1 724 | 1 845 | 2 110 | 2 054 | 2 069 | 1 988 |

| 1962  | 1968  | 1975  | 1982  | 1990  | 1999  | 2006  | 2007  | 2012  |
| ----- | ----- | ----- | ----- | ----- | ----- | ----- | ----- | ----- |
| 2 153 | 2 243 | 2 495 | 2 493 | 2 640 | 2 666 | 2 604 | 2 595 | 2 670 |

| 2017  | 2022  | - | - | - | - | - | - | - |
| ----- | ----- | - | - | - | - | - | - | - |
| 2 573 | 2 620 | - | - | - | - | - | - | - |

## Économie

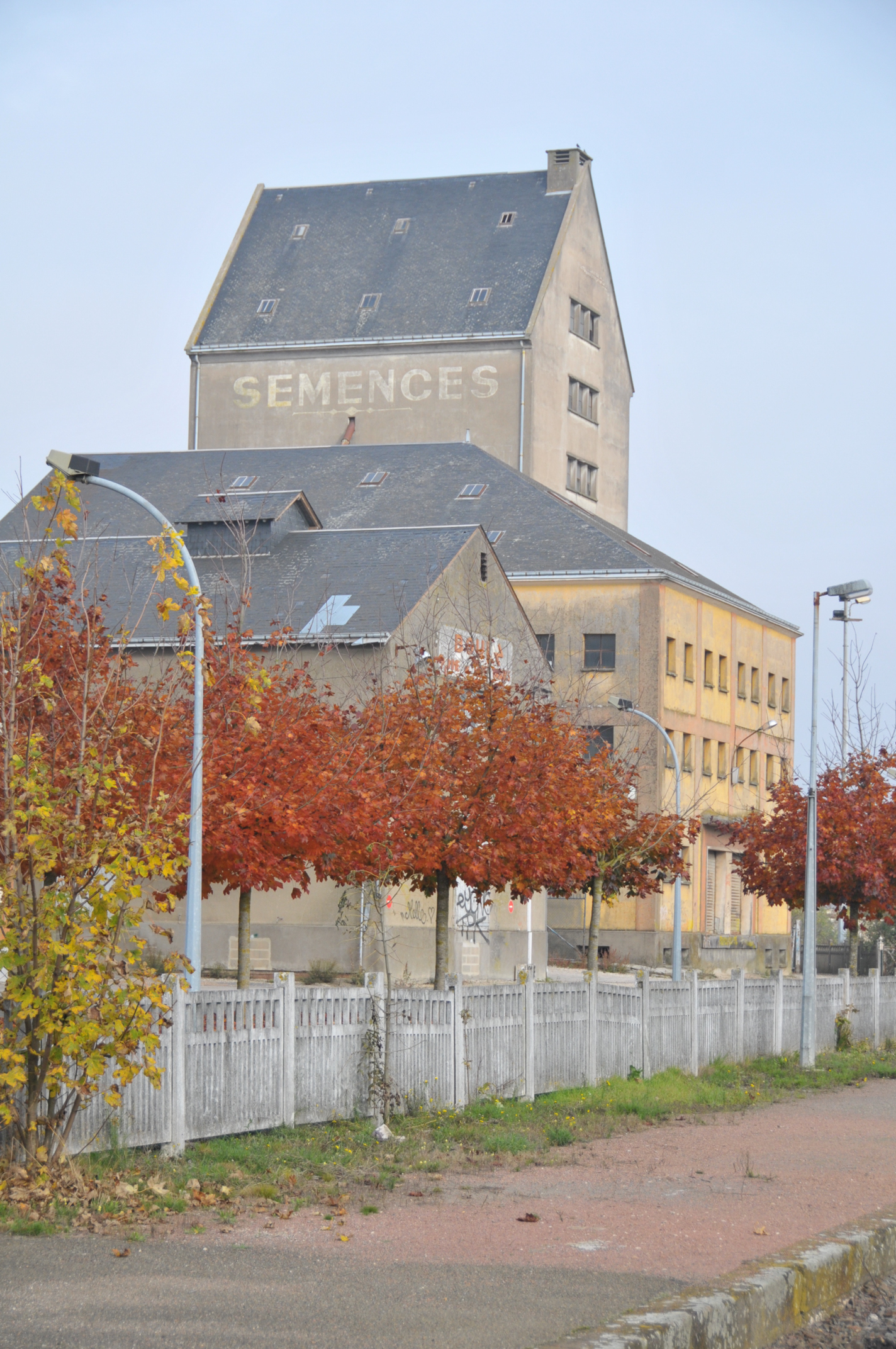
Silo agricole.

- Agriculture, dont le plus grand centre de recherche européen sur le colza de Monsanto (27 personnes), que Bayer s'est engagé à maintenir lors du rachat de Monsanto[37].
- Sucrerie de Cristal Union, employant 150 salariés ; en 2019, le groupe sucrier, troisième acteur du secteur en Europe, annonce la fermeture du site, ainsi que celui d'Aulnat dans le Puy-de-Dôme, et la réduction d'activité du site d’Erstein dans le Bas-Rhin[38],[39],[40]. L'usine de Toury ferme fin 2020.
- Cartonnerie.
- Toury possède également de nombreux commerces et plusieurs restaurants.

## Culture locale et patrimoine

### Lieux et monuments
- Église Saint-Denis, XIe siècle, XIIe et XIVe siècles,  Classé MH (1907)[41].

- Hôtel de ville, du début XXe siècle
- Vestiges de l'ancien château ;
- Dolmen « La Pierre de Gargantua », square Monteil[42]

Lieux et monuments de Toury
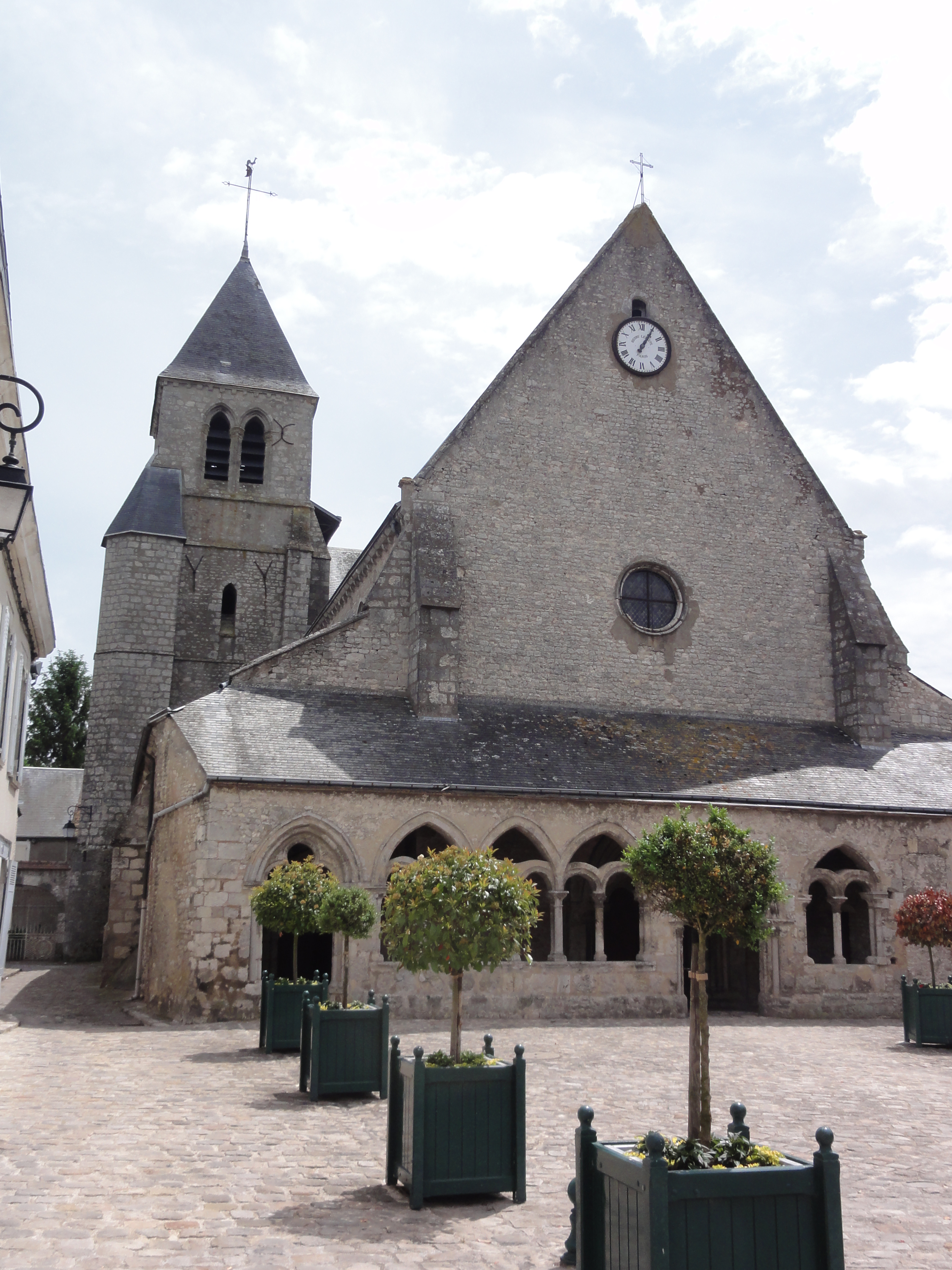
L'église Saint-Denis...
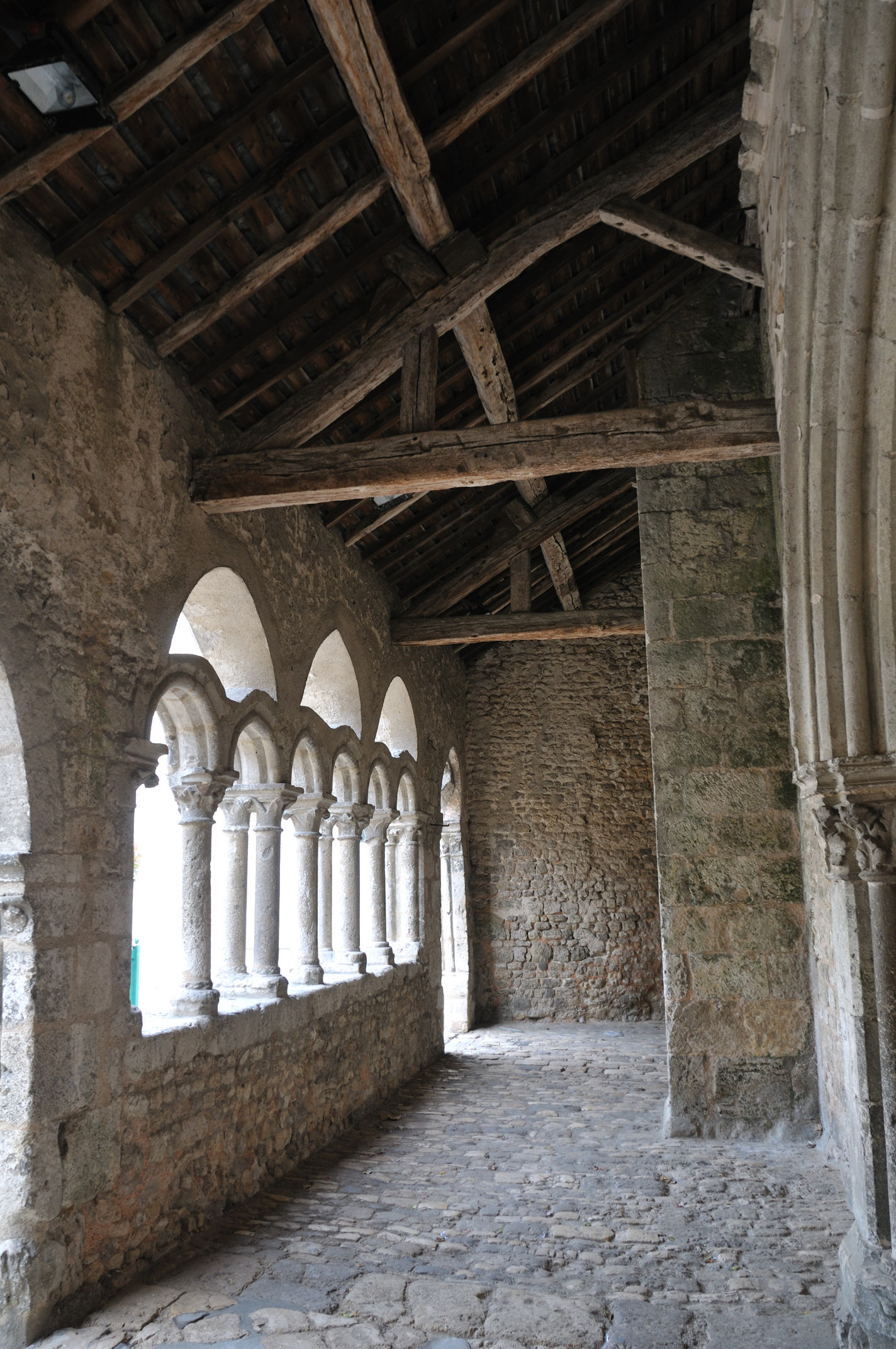
... son porche...
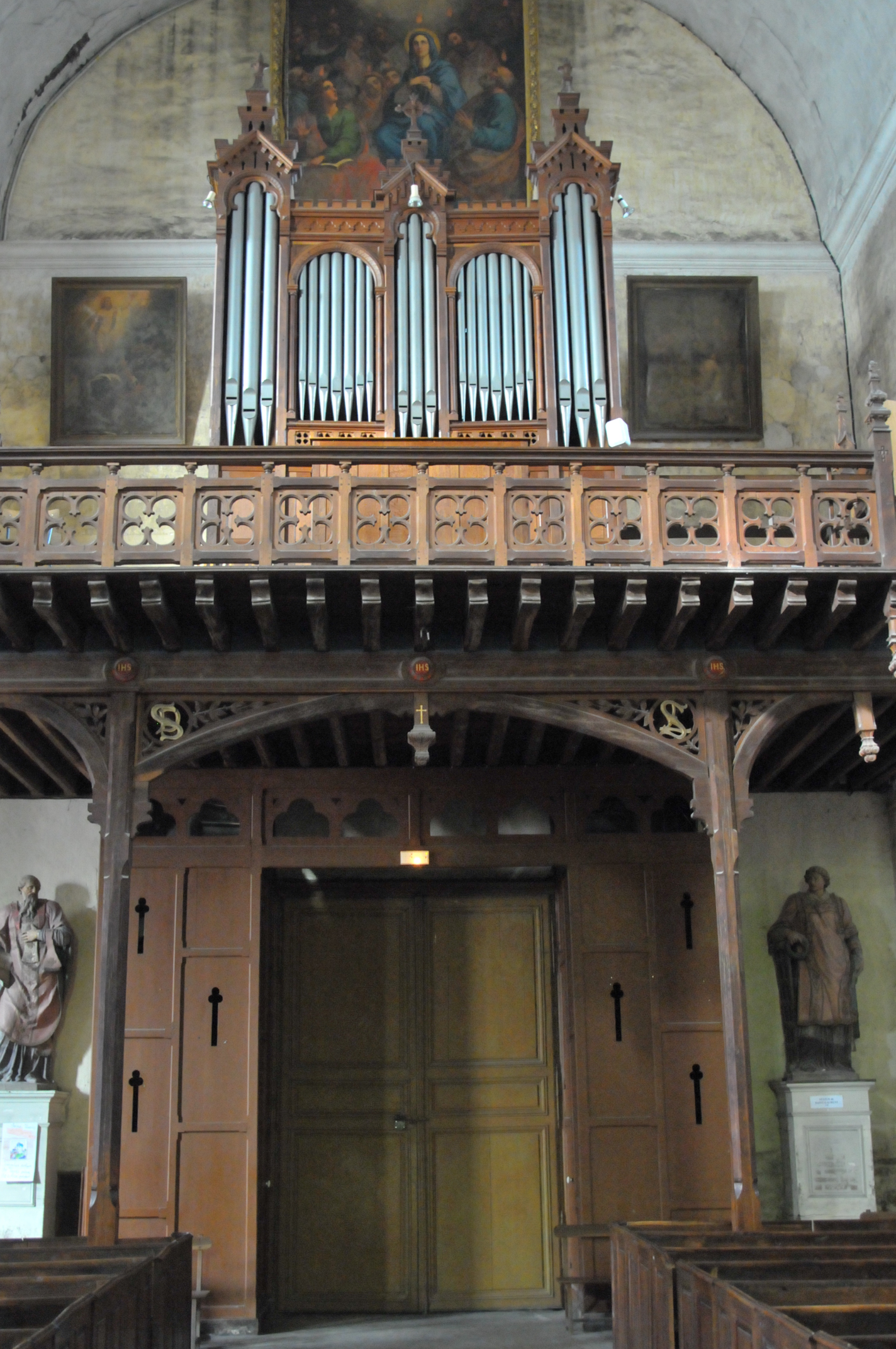
... sa tribune d'orgue...
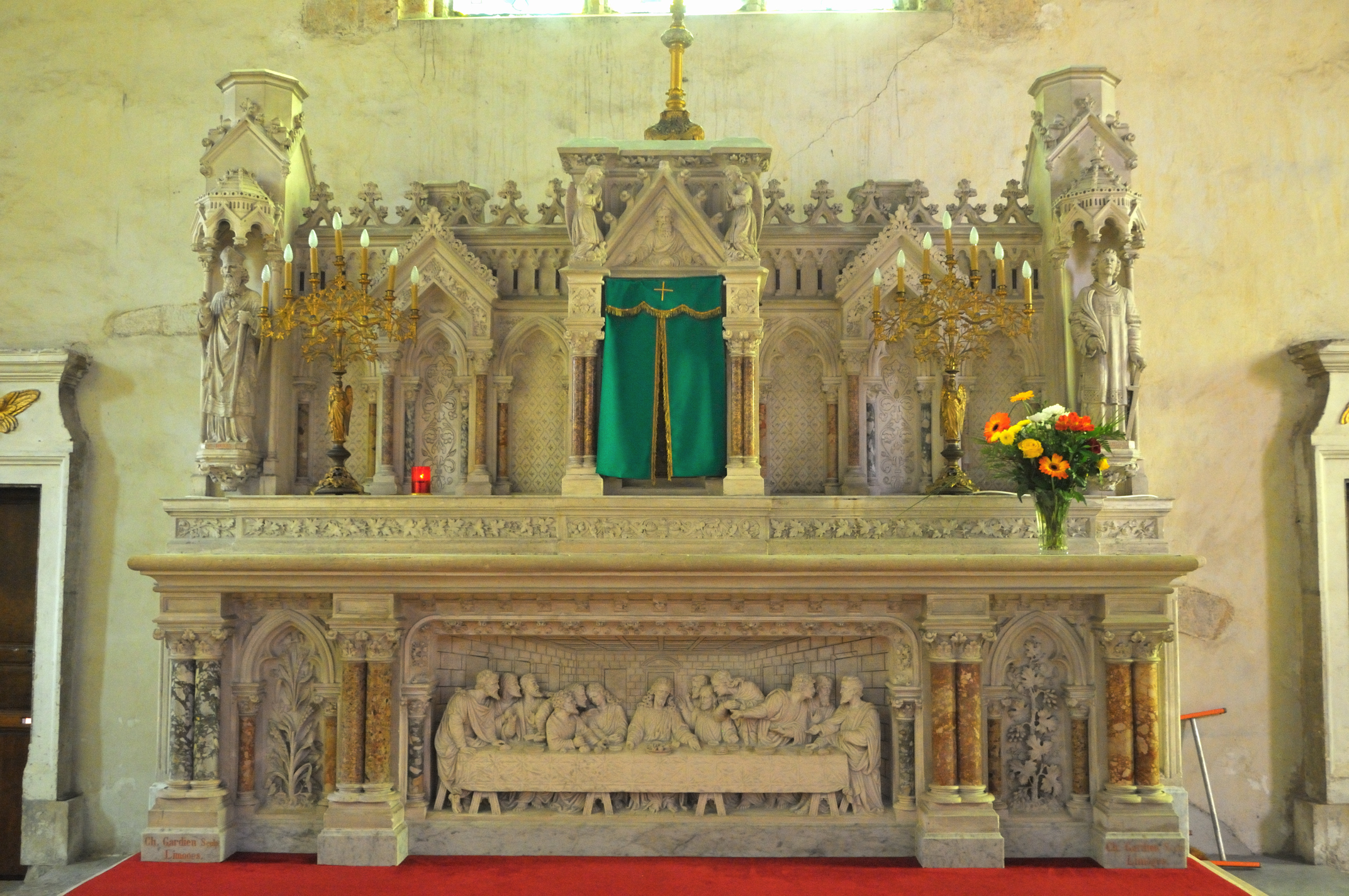
... et son maître-autel.
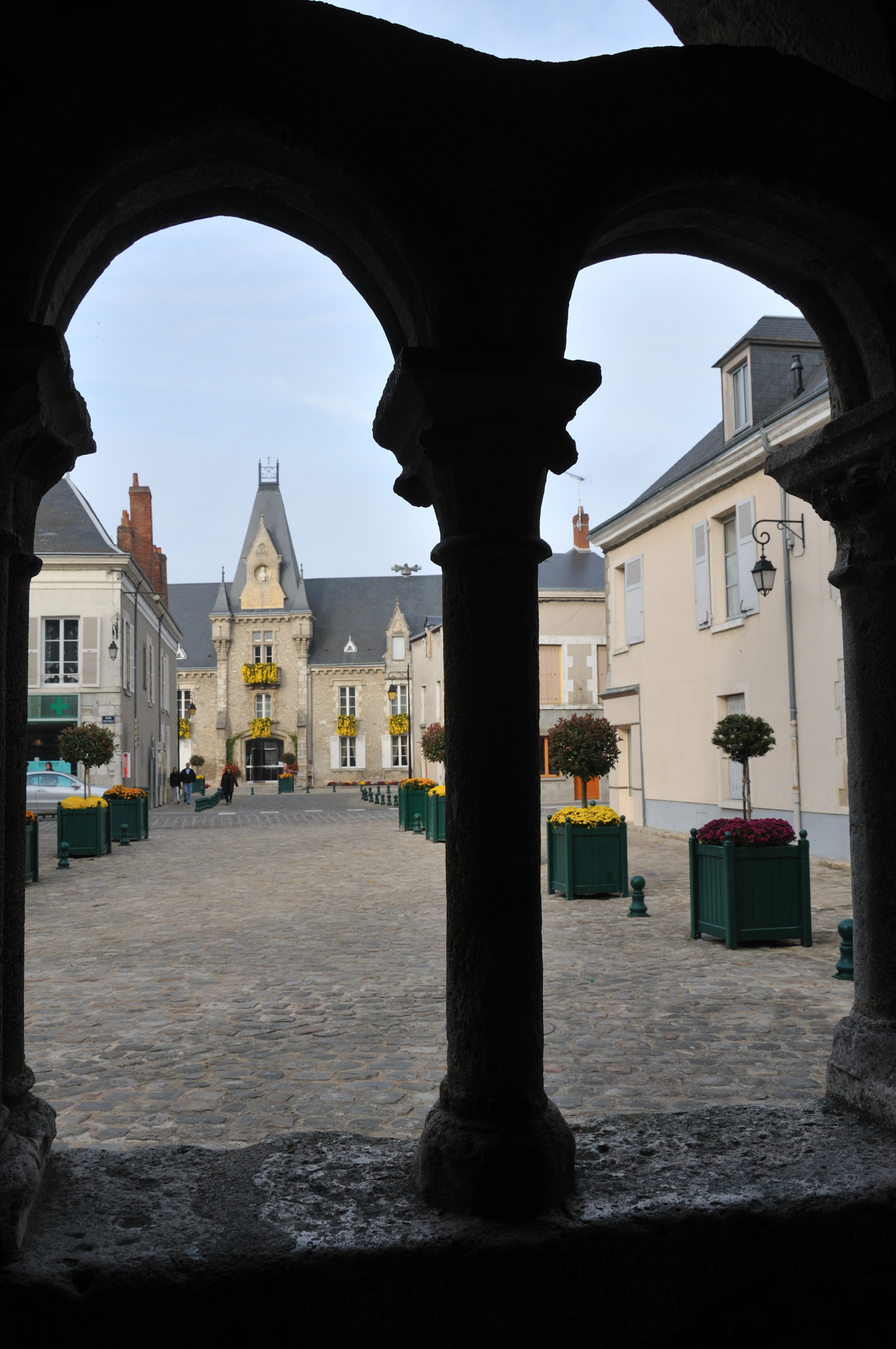
Place de l'église.
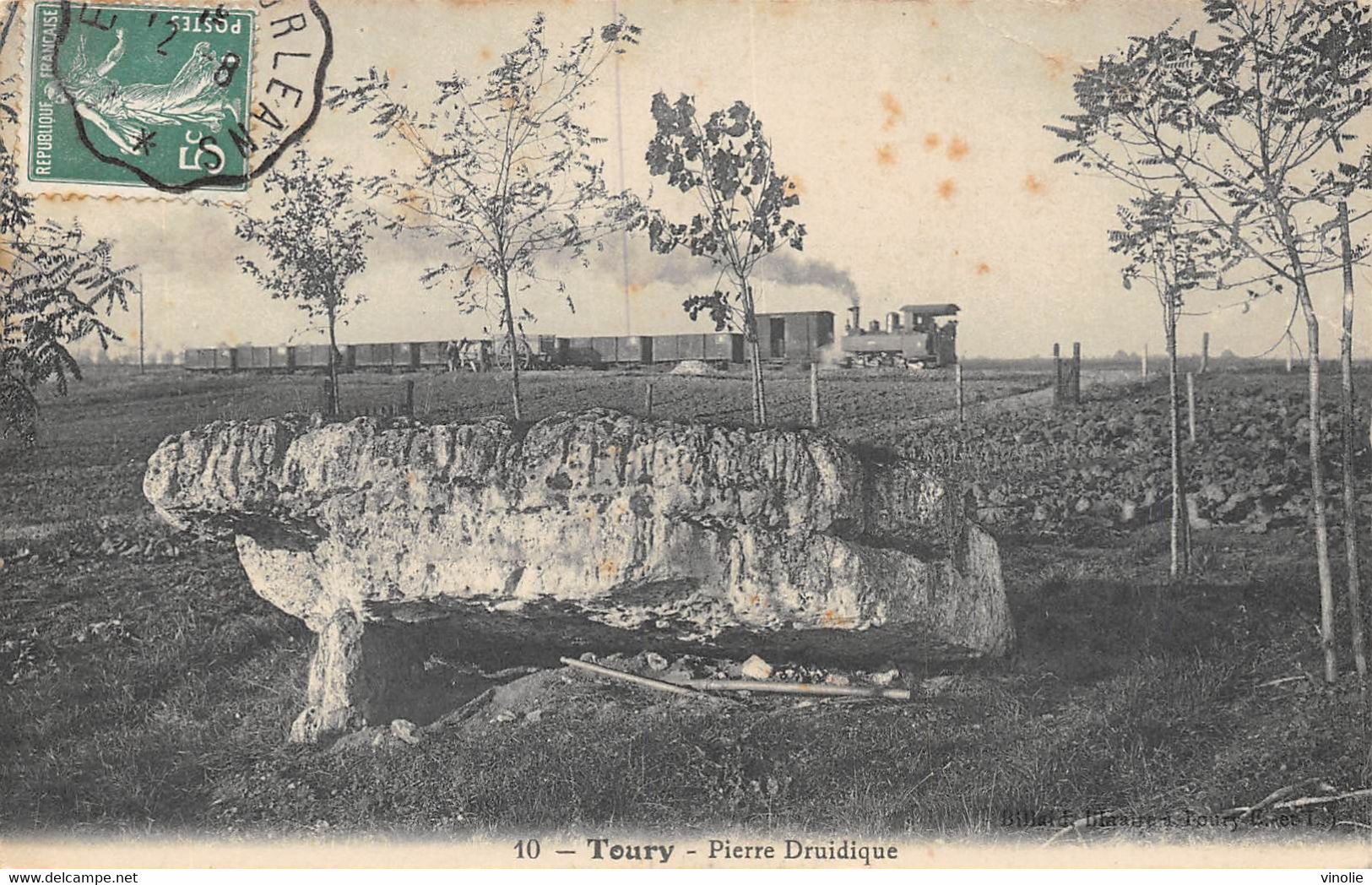
Dolmen « La Pierre de Gargantua »

### Personnalités liées à la commune
- Louis VI le Gros (1081-1137)[pourquoi ?];
- L'abbé Suger (1080 ou 1081-1151) qui, sous le règne de Louis VI, est le prévôt de Toury ;
- Louis Blériot (1872-1936) qui réalise avec son avion le VIII bis, le premier vol aller-retour entre deux villes. Une place et le collège de la commune portent son nom ; et une stèle commémorative a été érigée à Toury, le 31 mai 1909.
- Valentin Porte (né en 1990), handballeur international qui a grandi à Toury et dont le père travaillait à la sucrerie. Un gymnase de la commune porte son nom[43].

### Toury dans les arts et la culture
Bouli Lanners (né en 1965), comédien, scénariste, metteur en scène et réalisateur, a tourné une partie du film Les Premiers, les Derniers rue des Peupliers à Toury en 2016.

### Héraldique
| Blason de Toury (Eure-et-Loir) | Blason  | D’azur au tau d’or ajouré en pointe du champ, accosté à dextre d’un pain de sucre d'argent et à senestre d’une gerbe de blé d'or. |
| Blason de Toury (Eure-et-Loir) | Détails | Le statut officiel du blason reste à déterminer.                                                                                  |

## Pour approfondir